# Juan Carlos Falcón
Juan Carlos Falcón (General Villegas, provincia de Buenos Aires, 19 de noviembre de 1979) es un exfutbolista argentino. Jugaba de mediocampista y su último equipo fue Universitario de Deportes de la Liga 1, antes de su retirada en 2014.

## Trayectoria
Falcón comenzó su carrera profesional en las divisiones inferiores del Club Eclipse Villegas. En 1997 recaló en Vélez Sarsfield, club en el que se mantuvo hasta el 2002, llegando a jugar más de 100 partidos. Debutó en Primera División el 6 de junio de 1998. Aquel día, por la última fecha del Clausura 1998, su equipo venció por 2-3 a Gimnasia y Esgrima La Plata.
En 2003 se unió al Querétaro Fútbol Club, equipo mexicano donde consiguió el mejor promedio de gol de su carrera, marcando 6 goles en 54 encuentros. En 2004 volvió a Argentina para jugar en Racing Club. Al año siguiente volvió a México, donde fichó por el Atlante.
En 2007 fue contratado por el Colón de Santa Fe, donde se mantuvo por dos años. A inicios del 2009, el equipo sabalero lo cedió a préstamo a Racing hasta junio de 2010. Una vez culminada la cesión, no fue tomado en cuenta en Colón. En agosto de 2010 firmó por Defensa y Justicia para jugar en la Nacional B.

## Clubes
| Club                      | País      | Año        | PJ  | G |
| ------------------------- | --------- | ---------- | --- | - |
| Vélez Sarsfield           | Argentina | 1998-2000  | 158 | 9 |
| Club Juan Aurich          | Perú      | 2001-2002  | 80  | 8 |
| Querétaro FC              | México    | 2003-2004  | 54  | 7 |
| Racing Club               | Argentina | 2004-2005  | 30  | 7 |
| Atlante                   | México    | 2005-2006  | 45  | 8 |
| Colón                     | Argentina | 2007-2008  | 54  | 2 |
| Racing Club               | Argentina | 2009-2010  | 26  | 8 |
| Defensa y Justicia        | Argentina | 2010       | 11  | 6 |
| Godoy Cruz                | Argentina | 2011-2012  | 32  | 9 |
| Douglas Haig              | Argentina | 2012- 2013 | 29  | 6 |
| Universitario de Deportes | Perú      | 2014       | 40  | 5 |

## Palmarés
| Título           | Club            | País      | Año    |
| ---------------- | --------------- | --------- | ------ |
| Primera División | Vélez Sarsfield | Argentina | C-1998 |